# Abrota
Abrota (in greco antico: Αβρώτη?, Abrṑtē) è un personaggio della mitologia greca. Fu regina di Megara.

## Genealogia
Figlia di Onchesto sposò Niso che la rese madre di Eurimede, Ifinoe e Scilla.

## Mitologia
Fu una donna di eccezionale intelligenza e notevolmente discreta. Quando morì, il marito Niso ordinò che per perpetuare la sua memoria, le donne Megaresi avrebbero dovuto sempre indossare un vestito simile a quello che vestiva lei. 

Tale indumento fu chiamato afabroma (ἀφάβρωμα) ed era ancora in uso al tempo di Plutarco .
Sempre Plutarco racconta che le Megaresi vollero più volte cambiare questo modo di vestire, ma le fu vietato dall'oracolo.